# جائزة أراغون الكبرى للدراجات النارية 2018
جائزة أراغون الكبرى للدراجات النارية 2018 هو سباق دراجات نارية أقيم بتاريخ 23 سبتمبر 2018 في حلبة آراغون، إسبانيا. كان الجولة الرابعة عشر من أصل 19 في سباق الجائزة الكبرى للدراجات النارية موسم 2018. فاز مارك ماركيث بفئة الموتو جي بي بينما جاء أندريا دوفيزيوسو في المركز الثاني وحصل على المركز الثالث أندريا يانوني. فاز بفئة الموتو 2 براد بيندر بينما فاز بفئة الموتو 3 الإسباني خورخي مارتين.